# Argostemma anisophyllum
Argostemma anisophyllum là một loài thực vật có hoa trong họ Thiến thảo. Loài này được Merr. mô tả khoa học đầu tiên năm 1937.